# Hysteroskopie
Hysteroskopie ist der medizinische Fachausdruck für eine transvaginale Betrachtung (Spiegelung) der Gebärmutterinnenseite mittels eines Endoskops. 

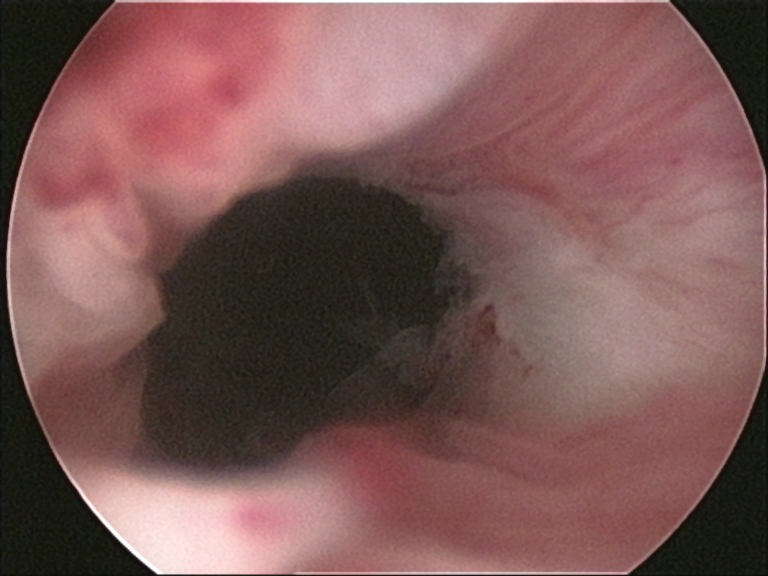
Gebärmutterhalskanal
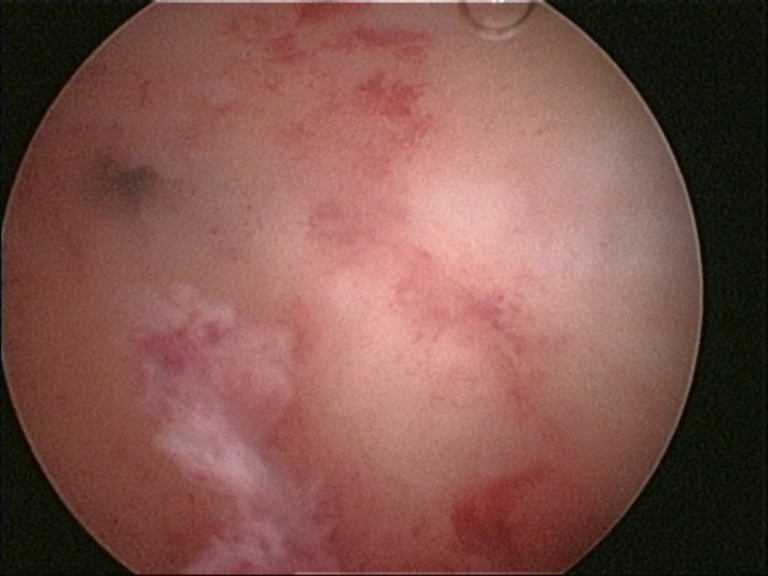
Eileitermündung rechts
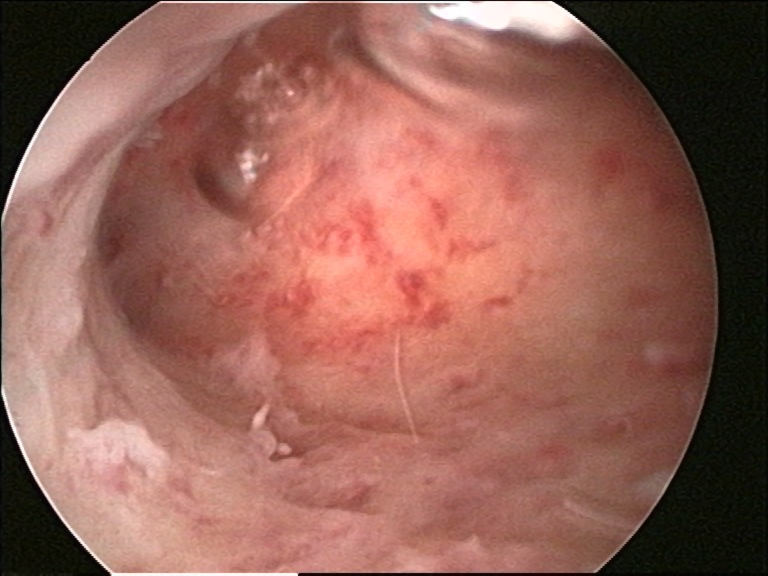
Gebärmutterhöhle
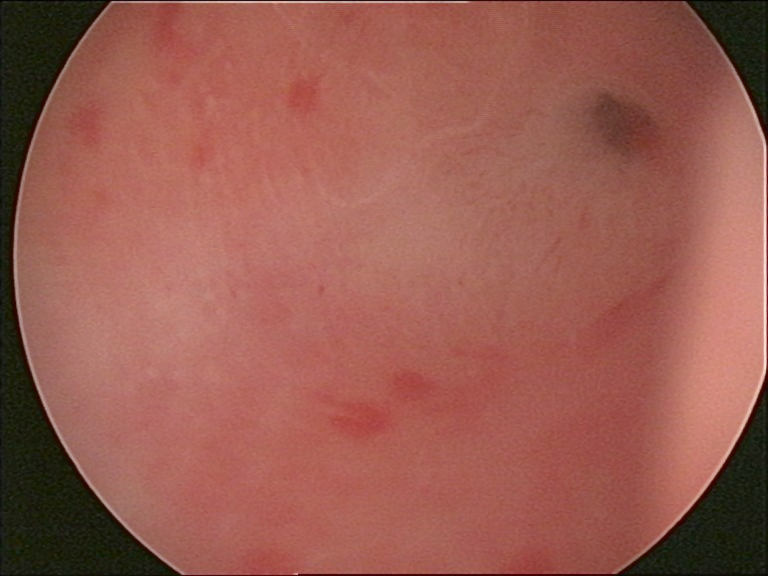
Eileitermündung links

## Anwendungen

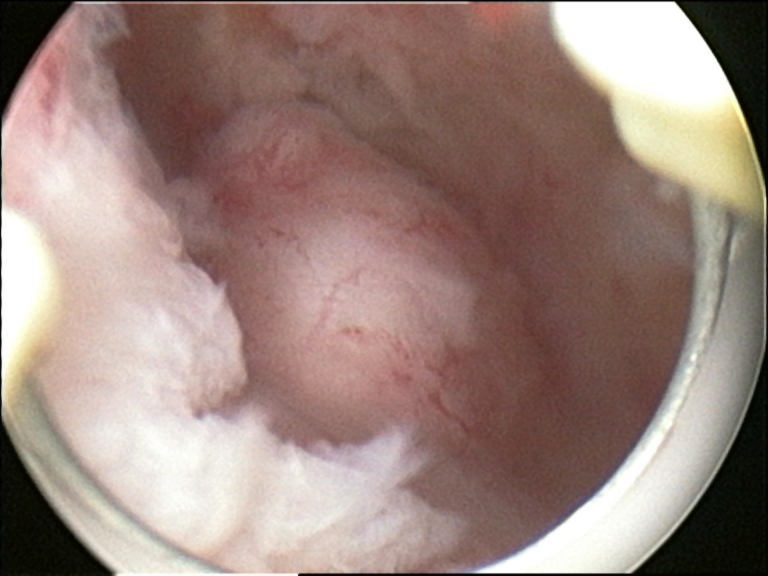
Submucöses Myom an der Gebärmutterhinterwand

In der Gynäkologie wird die Hysteroskopie zur Diagnostik und als operative Hysteroskopie auch zur Therapie eingesetzt:
- die Hysteroskopie unterstützt die Ursachensuche bei Blutungsstörungen und auffälligen Befunden bei der Ultraschalluntersuchung, wenn beispielsweise zwischen einem in der Gebärmutter liegenden Myom, einem Polypen, einem Endometriumkarzinom oder einem im Gebärmutterhalskanal gelegenen Zervixkarzinom unterschieden werden muss, dabei wird das Verfahren häufig zusätzlich zur Ausschabung eingesetzt.

- Zu Operationen in der Gebärmutter werden etwas dickere Hysteroskope Resektoskope und eine andere, nichtleitende Spüllösung verwendet. Es lassen sich Myome und Polypen aus der Gebärmutterhöhle entfernen. Auch die Entfernung der Gebärmutterschleimhaut kann auf diese Weise zur Behandlung von langen und starken Regelblutungen versucht werden (Endometriumablatio). Zur Blutstillung wird hochfrequenter Strom eingesetzt. Bei der Hysteroskopie wird also nicht „blind“ eine Gewebeprobe entnommen, sondern unter Sichtkontrolle gearbeitet.